# Świątniki (przystanek kolejowy)
Świątniki - przystanek kolejowy w Świątnikach Małych, w województwie wielkopolskim, w Polsce.
| Świątniki                     |  |                               |
| Linia 281. Oleśnica-Chojnice  |  |                               |
| Zdziechowaodległość: 4,110 km |  | Mieleszyn odległość: 4,118 km |